# بطرشيل
البَطْرَشِيل أو البَطْرَشِين أو البدرشين هو الصدرية التي يرتديها قساوسة وأساقفة الكنيسة الأرثوذكسية والكنائس الشرقية الكَثُلِيََة رمزًا لكهنوتهم.